# Panorama (IZ*ONE歌曲)
《Panorama》是IZ*ONE的第四張韓語迷你專輯《One-reeler / Act IV》中的主打歌，於2020年12月7日發行。此曲為一首以電子流行和浩室音樂風格為主的歌曲，充滿了推進式的舞蹈節拍，加上激進的合成器和輕快的貝斯。這也是團體在2021年4月解散前所發布的最後一支單曲。

## 背景
2020年12月2日，這首歌曲的第一支預告片釋出，並在隔日發布了精華預告片。第二支音樂錄影帶預告片於兩天後發佈。該30秒的影片中，成員個別鏡頭從音樂錄影帶中截取，背景則播放著歌曲的半版本。

## 歌詞與編曲
這是一首電子流行與浩室音樂，由 KZ、B.O. 和 FAB 共同創作。歌詞則由 Nthonius、Jayins 和 Ji Ye Joon 共同完成，主題為珍惜生命中光彩璀璨的回憶。這首歌曲以A小調為主，節奏為 126 bpm。編曲方式呈現出美麗景觀的意象，情感旋律突顯了群體永遠記住彼此共度的璀璨時刻的願望。歌曲節奏多變，包括低音、電子音樂、合成器和拍掌聲。歌曲強度和速度逐漸提升，副歌部分更被形容為充滿爆發力和力量的部分。

## 現場演出
這首歌曲是IZ*ONE在演唱專輯中的首次現場演出，同時還演唱了另一首專輯裡的歌曲《Sequence》。此外，IZ*ONE也在2020年Mnet亞洲音樂大獎上演唱了這首歌曲。

## 榜單

### 周榜單
| 榜單 (2020)                    | 峰值 |
| ------------------------------ | ---- |
| 日本 (Billboard Japan Hot 100) | 33   |
| (Circle数字榜)                 | 22   |
| (K-pop Hot 100)                | 23   |
| 美国告示牌榜單                 | 22   |

### 年末榜單
| 榜單(2020)      | 峰值 |
| --------------- | ---- |
| (Circle数字榜)) | 117  |

## 獲獎
在《The Show》的比賽中，IZ*ONE以歌曲贏得了他們的首個勝利，於12月15日擊敗了MOMOLAND的《Ready Or Not》和ENHYPEN的《Given Taken》。這首歌共獲得了五個獎項，成為該團體的第二多獎項歌曲，僅次於《Violeta》和《Secret Story of the Swan》，這兩首歌曲各自贏得了七次勝利。

### 音樂節目
| 節目                    | 日期     | Ref.   |
| ----------------------- | -------- | ------ |
| THE SHOW (SBS MTV節目)  | 12月15日 | [ 11 ] |
| M Countdown (Mnet)      | 12月17日 | [ 12 ] |
| M Countdown (Mnet)      | 12月24日 | [ 13 ] |
| 音乐银行 (韓國廣播公司) | 12月18日 | [ 14 ] |
| 人气歌谣 (SBS TV)       | 12月20日 | [ 15 ] |